# 성결신문
성결신문(聖潔新聞/Sungkyul News)은 2003년 창간된 기독교신문으로 예수교대한성결교회에서 발행한다. 주1회 발행되는 주간지이다. 사옥은 서울 종로구 행촌동에 있다.

## 같이 보기
- 예수교대한성결교회
- 성결대학교
- 한국성결신문
- 찰스 카우만